# Желтоухий попугай
Желтоухий попугай (лат. Ognorhynchus icterotis, син. Aratinga icterotis) — вымирающий вид птиц семейства попугаевых. Ранее вид относили к роду аратинги (Aratinga).

## Внешний вид
Длина тела 40—42 см. Окраска зелёного цвета с желтоватым оттенком в нижней части тела. Уздечка, лоб, щёки и околоушная область желтовато-зелёного цвета. Внутренняя сторона рулевых перьев бледно-красно-коричневая, наружная — зелёная. Верхняя сторона маховых перьев на концах черноватого цвета. Верхняя часть клюва черноватая, подклювье и кончик светлые.

## Распространение
Обитал от Колумбии до Эквадора, в настоящее время с территории Эквадора, вероятно исчез.

## Образ жизни
Населяют субтропические леса и леса умеренного пояса на склонах Анд на высоте 2000-3000 м над уровнем моря. Колонии этих попугаев встречали в насаждениях восковых пальм (Ceroxylon quindiuense).

## Размножение
Гнездится в полых стволах пальм, обычно на высоте 25-30 метров над уровнем моря. Гнездо используется попугаем в течение всей жизни. Часто он возвращается к своему гнезду после нападения людей, облегчая, таким образом, отлов. В неволе попугай живёт недолго.

## Угрозы и охрана
В последние годы известны встречи только отдельных пар. Международный союз охраны природы в обновлённой Красной книге в 2010 году занёс желтоухую аратингу в список находящихся под угрозой (это средний из семи уровней угрозы виду по классификации Международного союза охраны природы).